# Afrogamasellus paratruncatus
Afrogamasellus paratruncatus är en spindeldjursart som beskrevs av Hurlbutt 1974. Afrogamasellus paratruncatus ingår i släktet Afrogamasellus och familjen Rhodacaridae. Inga underarter finns listade i Catalogue of Life.